# ウジェーヌ・ギヨーム

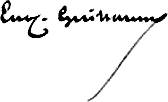

ウジェーヌ・ギヨーム（Jean-Baptiste Claude Eugène Guillaume, 1822年7月4日 - 1905年3月1日）はフランスの彫刻家、美術評論家である。

## 略歴
コート＝ドール県のモンバールで生まれた。ディジョンの美術学校で学んだ後、1841年からパリのエコール・デ・ボザールで画家のジャン＝フランソワ・ミレーや彫刻家のピエール＝ジュール・カヴァリエ、ルイ＝エルネスト・バリアスに学んだ。1845年にローマ賞を受賞し、ローマに留学した。
1850年代に制作した、アナクレオン像やパリのサント・クロチルド聖堂のレリーフをはじめ、フランス各地に多くの記念碑を制作した。
1864年に、エコール・デ・ボザールの校長になり、1878年から1879年はエコール・ポリテクニークの校長を務めた。1882年にコレージュ・ド・フランスの教授になった。1891年から1904年の間は在ローマ・フランス・アカデミーの校長を務めた。ギヨームの教えた著名な彫刻家には、アルフレッド・ルノワール(Alfred Lenoir: 1850-1920)がいる。
美術史に関する著書も執筆した。

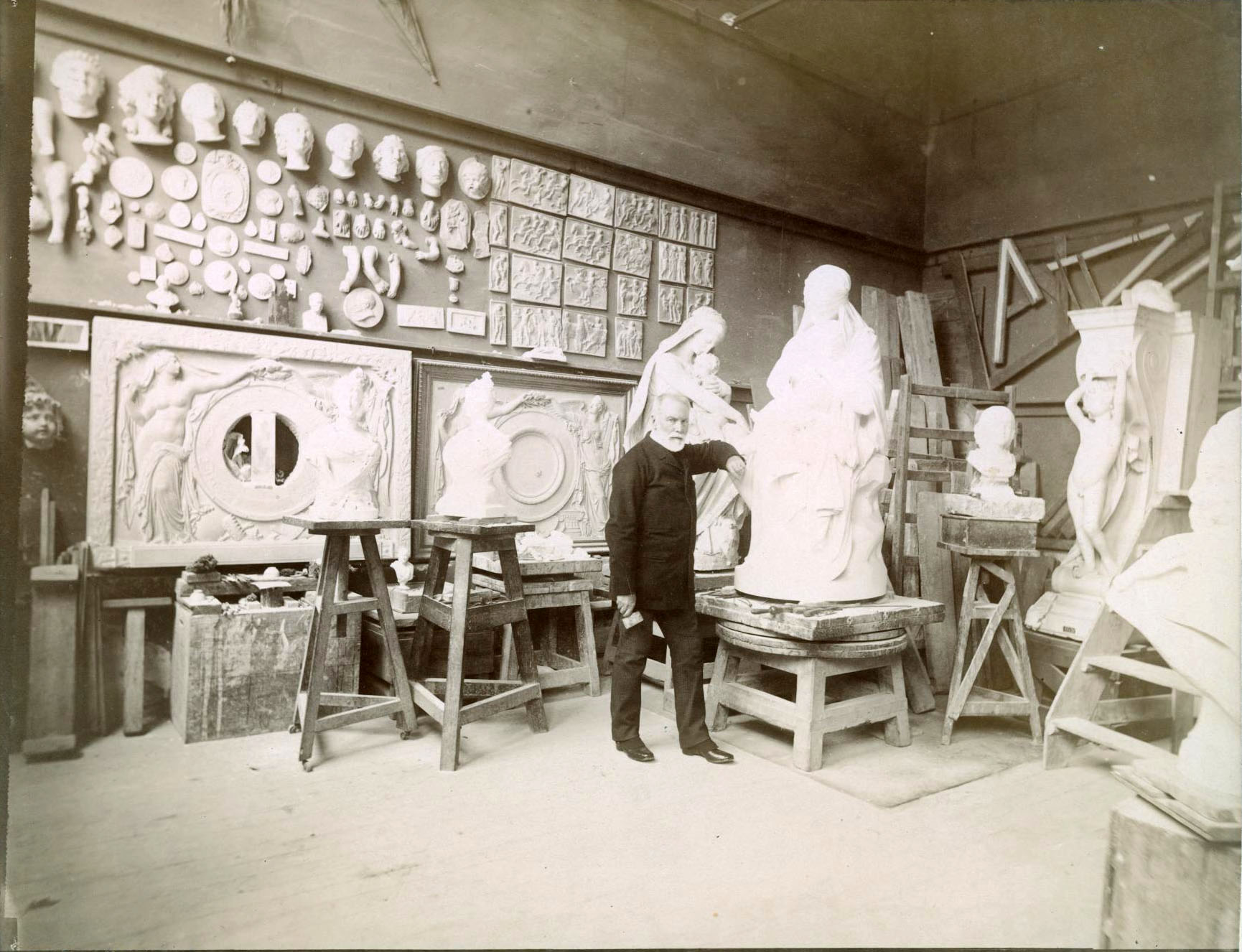
アトリエ。1885年頃から1890年頃

1869年にイギリスのロイヤル・アカデミー・オブ・アーツの名誉会員に選ばれ、1898年にオマール公アンリ・ドルレアンの後任としてアカデミー・フランセーズの会員（席次21）に選ばれた（ウジェーヌ・ギヨームの後任はエティエンヌ・ラミー）。1900年にレジオンドヌール勲章（グランクロワ）を受勲した。
ローマで没した

## 作品

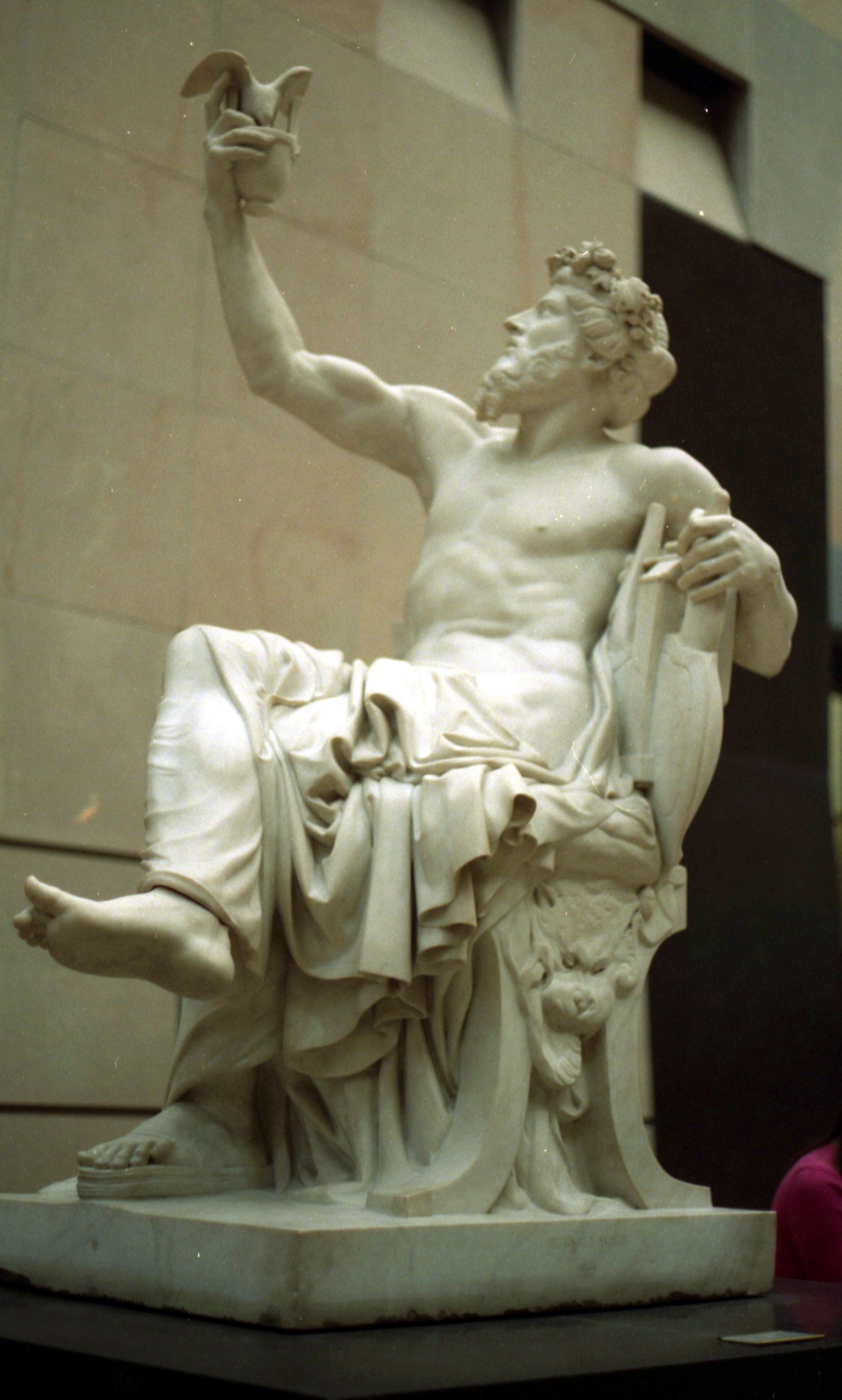
アナクレオン像,(1852),オルセー美術館
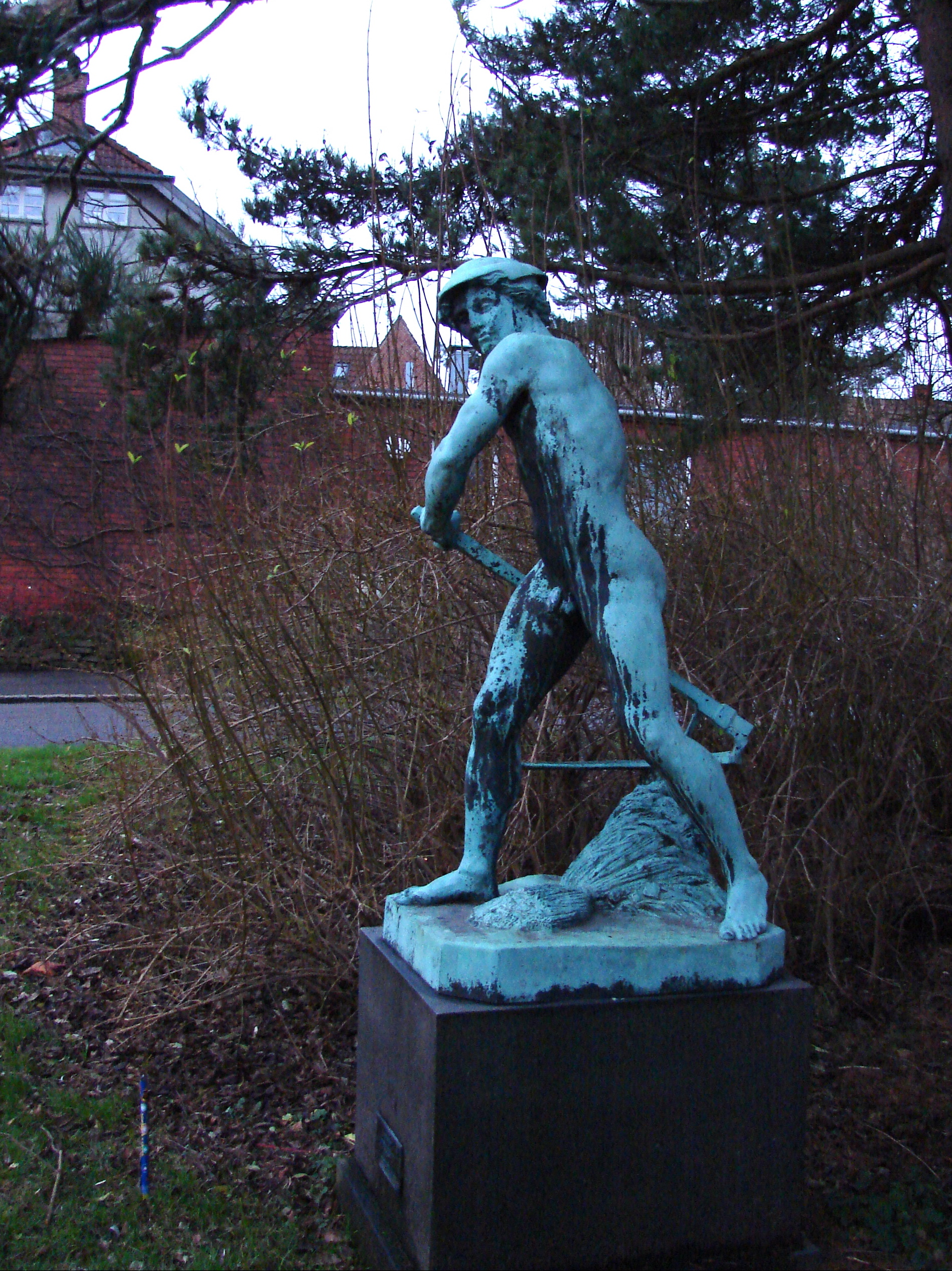
収穫者,コペンハーゲン
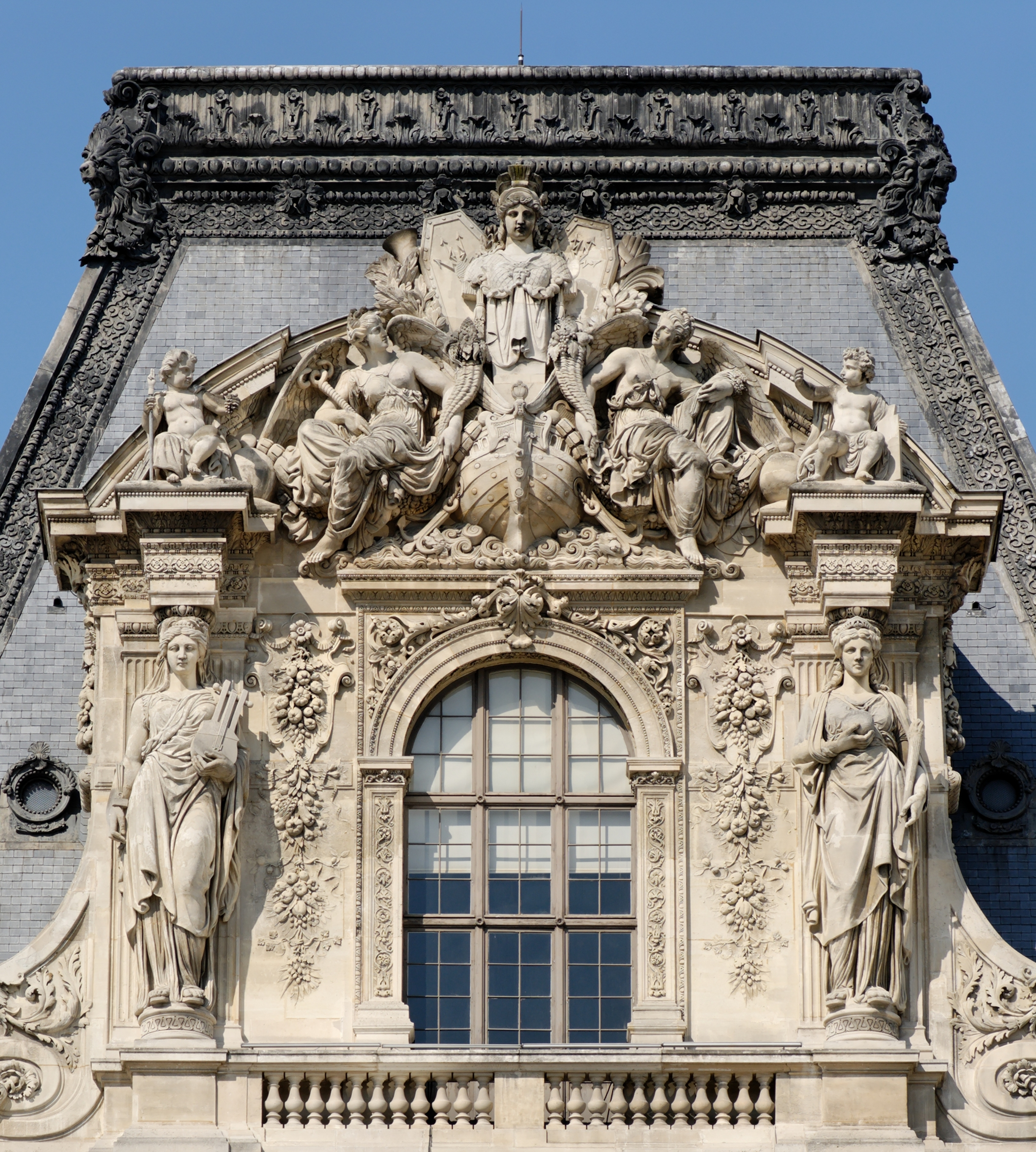
ルーブル美術館ファザード
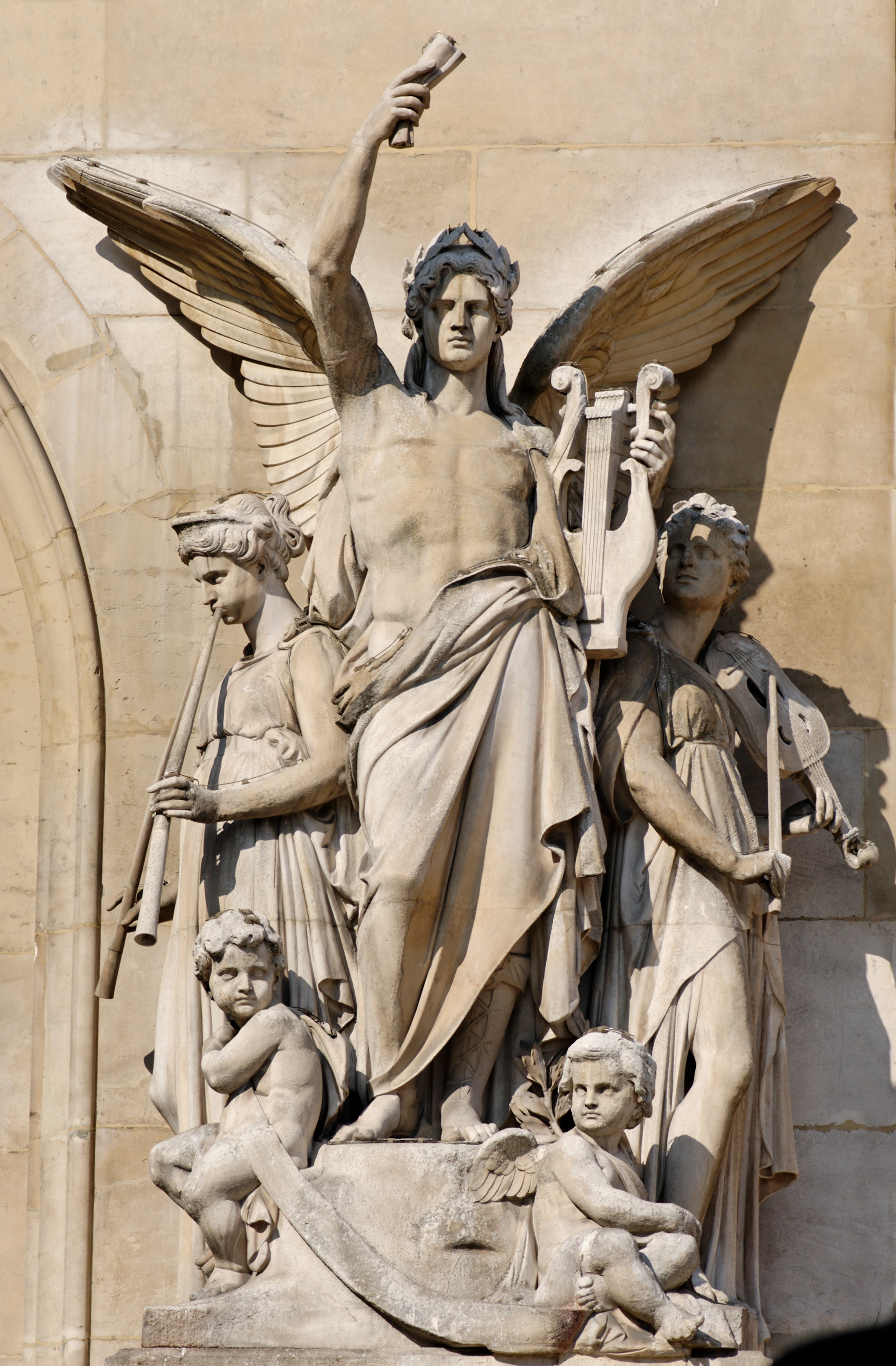
ガルニエ宮のファサード

## 著作
- Études d’art antique et moderne. Perrin, Paris 1888.
- Essais sur la théorie du dessin et de quelques parties des arts. Perrin, Paris 1896. (Online).
- Études sur l’histoire de l’art. Le Panthéon d’Agrippa, les ruines de Palmyre, Dante considéré comme artiste, Apollon, Bacchus, Cérès, le costume, la coiffure, les bijoux, barbare, captif. Perrin, Paris 1900.